# Прокудин-Горский, Михаил Иванович
Михаи́л Ива́нович Проку́дин-Го́рский (1744, Фуникова Гора — 1812, Москва) — русский писатель

, переводчик и поэт; один из первых драматургов Российской империи (печатался за подписями: Пракудин, Прокудин и Прокудин-Горский). Прадед фотографа и изобретателя С. М. Прокудина-Горского.

## Биография
Михаил Прокудин-Горский родился в 1744 году; происходил из рода Владимирских дворян восходящего к XIV веку.
В 1760 году, будучи сержантом Преображенского лейб-гвардии полка, находился, в качестве дворянина посольства, в Константинополе, затем вышел в отставку с чином лейб-гвардии прапорщика и проживал в городе Владимире. 
В 1774—1778 годах М. И. Прокудин-Горский был членом Вольного российского собрания при Императорском Московском университете и в 1801 году имел тот же чин гвардии прапорщика; по словам М. Н. Макарова он занимался также и агрономией. 
Литературная деятельность Михаила Ивановича Прокудина-Горского началась в 1764 году, когда он напечатал в «Ежемесячных сочинениях» (том XX, июль, стр. 62—95) «Письма, или уведомление в Москву бывшего в Константинополе в 1760 году дворянином посольства… М. П.». С той поры его имя стало довольно часто появляться в периодических печатных изданиях Российской империи.
В 1783 году в «Собеседнике любителей Российского слова» Прокудин-Горский попробовал свои силы в поэзии, напечатав два стихотворения: «Стихи, присланные из Владимира» и «Эпитафию, присланную из Владимира» — оба были написаны по случаю смерти графа Романа Илларионовича Воронцова.
Михаил Иванович Прокудин-Горский скончался в 1812/1813 году; предположительно в городе Москве.